# Tomasz Wasilewski (senator)
Tomasz Wasilewski (ur. 9 grudnia 1877 w Głuchowie, zm. 12 listopada 1939) – polski nauczyciel, działacz Związku Nauczycielstwa Polskiego, senator II Rzeczypospolitej.
Absolwent seminarium nauczycielskiego w Siennicy (1898) oraz Wyższego Kursu Nauczycielskiego (1923/24). Pracował jako nauczyciel, kolejno: w Będkowie k. Nieszawy, Bocheniu (pow. łowicki), Sosnowcu; od 1913 mieszkał i pracował w Łodzi, gdzie był kierownikiem szkół powszechnych nr 9, 32, 47.
W 1905 uczestniczył w zjeździe nauczycieli w Pilaszkowie. Brał czynny udział w ruchu związkowym: Związku  Polskiego Nauczycielstwa Szkół Powszechnych i Związku Nauczycielstwa Polskiego, w latach 1932–1939 pełnił funkcję prezesa Zarządu Okręgu Łódzkiego ZNP. Był radnym Rady Miejskiej w Łodzi.
W 1938 wybrany został senatorem V kadencji Senatu RP. Po wybuchu II wojny światowej aresztowany przez hitlerowców 9 listopada 1939 i uwięziony w obozie w Radogoszczu w ramach akcji eliminacji polskiej inteligencji Intelligenzaktion Litzmannstadt. Rozstrzelany przez Niemców 12 listopada 1939 i pochowany w zbiorowej mogile; po wojnie szczątki przeniesiono do grobu zbiorowego na cmentarzu w Łodzi – Łagiewnikach.

## Ordery i odznaczenia
- Srebrny Krzyż Zasługi (9 listopada 1932)[2]